# 達羅·盧尼
達羅·盧尼（英語：Darrell Rooney，1959年5月29日—），是加拿大動畫師，以在迪士尼卡通工作室執導《獅子王2：辛巴的榮耀》和《花木蘭2》而聞名。他於1978年開始在迪士尼工作 ，最初擔任視覺效果動畫師，並在《電子世界爭霸戰》中擔任該職位。
在2001年，他因執導動畫長片《小姐與流浪漢2：狗兒逃家記》而入圍安妮獎。。